# Свенцицкая, Вера Илларионовна
Вера Илларионовна Свенци́цкая (1913 — 1991) — украинский советский искусствовед.

## Биография
Родилась 28 августа 1913 года во Львове в семье И. С. Свенцицкого. В 1932 окончила гимназию сестер Василианок. В течение 1932—1938 годах училась в Львовском университете, с 1939 года магистр искусствоведения. Научный сотрудник Национального музея во Львове.
Вступила в ОУН. Была на скамье подсудимых во время Львовского процесса 1936 года, оправдана.
После освобождения Западной Украины в 1944 году Свенцицкая была арестована органами МГБ СССР. Так как она была дочерью директора Национального музея во Львове и известным искусствоведом, Свенцицкая была лишь отправлена в ссылку (1947—1956). Кульчицкая, Елена Львовна сыграла большую роль в спасении Свенцицкой от лагерей.
После возвращения из депортации работала (с 1962 года) в Государственном музее украинского искусства.
Умерла 25 мая 1991 года.

## Награды и премии
- Государственной премия имени Тараса Шевченко (1995 — посмертно) — за альбом «Украинская народная живопись XIII—XX веков. Мир глазами народных художников»

## Ссылка
- Вера Илларионовна Свенцицкая